# Acido 4-amminobenzoico
L'acido 4-amminobenzoico, conosciuto anche come acido para-amminobenzoico o PABA è un amminoacido non proteinogenico, isomero dell'acido amminobenzoico. Questo composto è talvolta detto Vitamina R o B10 o H1.

## Proprietà
A temperatura ambiente si presenta come un solido bianco quasi inodore. Alla temperatura di fusione tende a degradarsi.

## Usi
Importante intermedio per la sintesi di coloranti e pigmenti, quali ad esempio: giallo acido 127; arancio diretto 102; giallo disperso 60; giallo disperso 126. Viene impiegato per la produzione di tetracaina.
È stato utilizzato per produrre sistemi UV assorbenti sia nell'industria (come pannelli solari) che in campo cosmetico (principi attivi di preparati dermatologici).
Per il rischio connesso al potenziale ruolo di perturbatore endocrino il PABA, dal 08/09/2009, non è più nella lista dei filtri solari ammessi dal regolamento europeo  dove sono ancora autorizzati i suoi derivati: PEG-25 PABA e etilesil-dimetil-PABA.

## Produzione
Su scala industriale questa sostanza viene prodotta per riduzione dell'acido p-nitrobenzoico.